# Аморузо, Никола
Нико́ла Амору́зо (итал. Nicola Amoruso; род. 29 августа 1974, Чериньола, Фоджа, Апулия) — итальянский футболист. Выступал на позиции нападающего. С 27 мая 2007 года является почётным гражданином города Реджо-ди-Калабрия.

## Карьера

### Клубная
Аморузо является воспитанником клуба «Сампдория». 12 декабря 1993 года он дебютировал в Серии А во встрече «Интер» — «Сампдория», которая закончилась разгромом его команды со счётом 0:3. 6 февраля 1994 года нападающий забил свой первый гол в чемпионате в матче против «Удинезе» (Сампдория победила 6:2). В течение сезона 1993/94 он поучаствовал в восьми матчах и забил три гола. В этом же сезоне Аморузо завоевал свой первый трофей — Кубок Италии.
В период летнего окне трансферного окна 1994 года Аморузо был приобретён клубом «Андрия Феделис» из Серии B. Итальянский нападающий провёл здесь один сезон: он выходил на поле в 34 матчах и забил 15 голов. В 1995 году Аморузо перешёл в «Падову». В сезоне 1995/96 футболист провёл за этот клуб 33 матча в Серии А и 14 раз поражал ворота соперников.
Своим удачным выступлением в Серии А Аморузо привлёк к себе внимание со стороны «Ювентуса». В июле 1996 года он стал игроком этого клуба. В первом сезоне, конкурируя за место в основе с Алессандро Дель Пьеро и Кристиан Вьери, Никола выступил в 23 матчах, забив 4 гола. В следующем сезоне он вышел на поле только 10 раз и забил 2 гола. В сезоне 1998/99 Аморузо провёл 20 игр и отличился голом в трёх из них. За это время в составе «Ювентуса» он помог клубу 2 раза выиграть скудетто (в 1997 и 1998 годах), а также стать обладателем Суперкубок УЕФА-1996. В первом матче на Суперкубок УЕФА Аморузо забил гол на 89-й минуте, довершив разгром «Пари Сен-Жермен» со счётом 6:1.
С 1999 до 2005 годы нападающий в каждом сезоне менял команду, всегда оставаясь в Серии А. Он выступал за «Перуджу», «Наполи», в сезоне 2001/02 снова вернулся в «Ювентус», затем перешёл в «Перуджу». В январе 2003 Аморузо подписал контракт с командой «Комо», где он выступил в 14 матчах и забил 6 голов. В 2003 году Аморузо стал игроком «Модены». В сезоне 2003/04 он провёл за команду 25 матчей и забил 5 голов, но летом 2004 года команда расторгает с ним контракт, и Никола приходит в «Мессину».
Летом 2005 года Аморузо подписывает контракт с «Реджиной». В первом сезоне за клуб он сыграл в 29 матчах и забил 11 голов. В «Реджине» он впервые получил звание капитана команды. Сезон 2006/07 стал лучшим в карьере нападающего: он провёл в Серии А 34 встречи и забил 17 голов. В списке бомбардиров этого сезона он оказался пятым, а его команда заняла 14-е место в чемпионате. В следующем сезоне Аморузо забил 12 мячей. Всего же за три сезона в «Реджине» Никола Аморузо провёл 96 матчей и 40 раз забивал гол в чемпионате Италии
4 мая 2008 во встрече «Катания» — «Реджина» (1-2, победа «Реджины») Аморузо забивает важный дубль. С этим дублем он достигает отметки в 100 голов в серии A. Аморузо — первый игрок в истории итальянского чемпионата, который с девятью различными клубами выступал в высшем дивизионе Италии. Также он стал лучшим бомбардиром в истории итальянского футбола среди футболистов, не игравших в национальной сборной Италии (другие — Джно Армано, Лоренцо Беттини и Пьетро Паоло Вирдис).
Летом 2008 Аморузо был приобретен клубом «Торино» за 3 миллиона евро. В составе этой команды он вышел на поле в 20 матчах и забил 4 гола. В зимнем периоде трансферов Николу берёт в аренду «Сиена». «Сиена» все же не покупает Аморузо и возвращает его в Торино, который к тому времени опустился в Серию B. 28 августа 2009 его купила «Парма», выступающая в Серии В , с которой он дебютирует 13 сентября 2009 в матче против «Интера». 23 сентября 2009 года он забил свой первый гол за «Парму» в ворота «Лацио». Всего нападающий провёл в этом клубе 17 матчей и забил 5 голов.
29 января 2010 года итальянского футболиста покупает «Аталанта». 31 января Никола дебютирует в «Аталанте», в гостях против «Сампдории». 28 марта он забивает свой первый гол в Аталанте в Турине против «Ювентуса» (в итоге поражение со счётом 2-1). Этот гол сделал Аморузо единственным игроком, который с двенадцати различными итальянскими командами забил хотя бы один гол. 29 августа 2011 года в день своего 37-го дня рождения Аморузо принял решение завершить карьеру.

### В сборной
В 1996 году Никола участвовал в молодёжном чемпионате Европы: 28 мая в Барселоне он сыграл в полуфинале турнира против Франции. Матч закончился со счётом 1-0. 31 мая Аморузо выступил в финальной встрече с Испанией (1-1 в основное время,4-2 по пенальти). В том же году он был включен в список сборной на Олимпиаду в Атланте в качестве игрока резерва.

## Достижения

### Командные
«Сампдория»
- Обладатель кубка Италии 1993/94

 «Ювентус»
- Чемпион Италии 1996-1997, 1997-1998, 2001-2002
- Обладатель Суперкубка Италии 1997
- Обладатель Суперкубка УЕФА 1996
- Обладатель Межконтинентального кубка 1996

 Сборная Италии
- Чемпион Европы среди молодёжных команд 1996

### Личные
- Игрок большего количества команд в серии А: 13 («Сампдория», «Падова», «Ювентус», «Перуджа», «Наполи», «Комо», «Модена», «Мессина», «Реджина», «Торино», «Сиена», «Аталанта», «Парма»)
- Игрок, забивший гол в большем количестве команд Серии А: 12 (кроме «Сиены»)